# Duplo vínculo
Duplo vínculo (do inglês double bind) é um dilema da comunicação onde indivíduo (ou grupo) recebe duas ou mais mensagens conflitantes, onde uma nega a outra. Isso cria uma situação na qual uma resposta bem-sucedida a uma mensagem resulta em uma falha na resposta à outra (e vice-versa), de modo que a pessoa estará automaticamente errada, independentemente da resposta. O duplo vínculo ocorre quando a pessoa não consegue enfrentar o dilema inerente e, portanto, não pode resolvê-lo nem sair da situação.
A teoria do duplo vínculo foi descrita pela primeira vez por Gregory Bateson e seus colegas, na década de 1950.
Duplos vínculos são frequentemente utilizados como uma forma de controle sem coerção declarada — o uso da confusão dificulta tanto uma resposta quanto a resistência do ouvinte.
Um duplo vínculo geralmente inclui diferentes níveis de abstração na ordem das mensagens e essas mensagens podem ser declaradas explícita ou implicitamente no contexto da situação, ou podem ser transmitidas por meio de um tom de voz ou linguagem corporal. Outras complicações surgem quando duplos vínculos frequentes formam um relacionamento contínuo com o qual a pessoa ou grupo está comprometido.

## Explicação
O duplo vínculo é muitas vezes (mal) interpretado como uma simples situação contraditória, em que o sujeito é preso por duas demandas conflitantes. Embora seja verdade que o cerne do duplo vínculo sejam duas demandas conflitantes, a diferença está em como elas são impostas ao sujeito, qual é a compreensão do sujeito sobre a situação e quem (ou o quê) impõe essas exigências.
Ao contrário da situação usual de não ganhar, o sujeito tem dificuldade em definir a natureza exata da situação paradoxal em que ele ou ela é pego. A contradição pode não ser expressa em seu contexto imediato e, portanto, torna-se invisível para os observadores externos, e se mostra evidente apenas quando uma comunicação prévia é concedida. Em geral, uma demanda é imposta ao sujeito por alguém que ele ou ela respeita (como um pai, professor ou médico), mas a demanda, em si, é impossível de ser cumprida, porque um contexto mais amplo proíbe isso. Por exemplo, essa situação surge quando uma pessoa em posição de autoridade impõe duas condições contraditórias, sendo que existe uma regra tácita de que nunca se deve questionar a autoridade.
Gregory Bateson e seus colegas definiram o duplo vínculo da seguinte maneira:
1. A situação envolve duas ou mais pessoas, uma das quais (para o propósito da definição), é designada como "sujeito". As outras são os "superiores" do sujeito: figuras de autoridade (como os pais), a quem o sujeito respeita.
2. Experiência repetida: o duplo vínculo é um tema recorrente na experiência do sujeito e, como tal, não pode ser resolvido como uma experiência traumática única.
3. Uma "injunção primária" é imposta ao sujeito de alguma das duas formas:
```
       (a) “Faça X, ou eu vou te punir”;
       (b) "Não faça X, ou eu vou punir você."
```

A punição pode incluir a supressão de amor, a expressão de ódio e raiva ou o abandono, resultantes da expressão de desamparo pela figura de autoridade.
4. Uma "injunção secundária" é imposta ao sujeito, em conflito com o primeiro em um nível mais alto e mais abstrato. Por exemplo: "Você deve fazer X, mas só fazê-lo porque você quer." É desnecessário que essa injunção seja expressa verbalmente.
5. Se necessário, uma "injunção terciária" é imposta ao sujeito para evitar que ele escape do dilema. Veja exemplos de frases abaixo para maior esclarecimento.
6. Finalmente, Bateson afirma que a lista completa dos requisitos anteriores pode ser desnecessária, caso o sujeito já esteja visualizando seu mundo em padrões de duplo vínculo. Bateson continua a dar as características gerais de tal relacionamento:
```
       (a) Quando o sujeito está envolvido em um relacionamento intenso, isto é, um relacionamento no qual ele sente que é de vital importância que ele detalhe com precisão que tipo de mensagem está sendo comunicada, de modo que ele possa responder apropriadamente;
       (b) E o sujeito está preso em uma situação na qual a outra pessoa no relacionamento está expressando duas ordens de mensagem e uma delas nega a outra;
```

E o sujeito não pode comentar sobre as mensagens que estão sendo expressas para corrigir sua discriminação de qual ordem de mensagem responder: isto é, ele não pode fazer uma declaração metacomunicativa.
Assim, a essência de um duplo vínculo é duas demandas conflitantes, cada uma em um nível lógico diferente, nenhuma das quais pode ser ignorada ou escapada. Isso deixa o sujeito dividido em ambos os sentidos, de modo que, qualquer que seja a demanda que tentem atender, a outra demanda não pode ser atendida. "Eu preciso fazer isso, mas não posso fazer" é uma descrição típica da experiência de duplo vínculo.
Este foi um problema nos círculos legais dos Estados Unidos antes da Quinta Emenda à Constituição dos Estados Unidos ser aplicada à ação do Estado. Uma pessoa pode ser intimada a testemunhar em um caso federal e receber imunidade da Quinta Emenda para testemunho nesse caso. No entanto, uma vez que a imunidade não se aplica a uma acusação estadual, a pessoa pode se recusar a testemunhar em nível federal apesar de receber imunidade, submetendo a pessoa à prisão por desacato ao tribunal, ou a pessoa pode testemunhar, e as informações que ele ou ela ela foi forçada a ceder no processo federal poderia então ser usado para condenar a pessoa em um processo estadual.

## História
O termo double bind foi usado pela primeira vez pelo antropólogo Gregory Bateson e seus colegas (incluindo Don D. Jackson, Jay Haley e John H. Weakland) em meados da década de 1950, em suas discussões sobre a complexidade da comunicação em relação à esquizofrenia. Bateson deixou claro que tais complexidades são comuns em circunstâncias normais, especialmente em "brincadeiras, humor, poesia, rituais e ficção". Suas descobertas indicaram que os emaranhados na comunicação frequentemente diagnosticados como esquizofrenia não são necessariamente o resultado de uma disfunção orgânica do cérebro. Em vez disso, eles descobriram que as ligações duplas destrutivas eram um padrão frequente de comunicação entre as famílias dos pacientes, e propuseram que crescer em meio a duplos vínculos perpétuos poderia levar a padrões aprendidos de confusão no pensamento e na comunicação.

## Exemplos
O exemplo clássico de duplo vínculo negativo é o da mãe que diz ao filho que ela o ama, ao mesmo tempo em que o repele ou lhe inflige uma punição corporal, a título de disciplina: embora as palavras sejam socialmente aceitáveis; a linguagem corporal está em conflito com elas. A criança não sabe como responder ao conflito entre palavras e linguagem corporal e, como depende da mãe para as necessidades básicas, ela fica num dilema. Crianças pequenas têm dificuldade em expressar as contradições verbalmente, mas não podem ignorá-las, nem deixar o relacionamento.
Outro exemplo é quando alguém recebe a ordem de "ser espontâneo". O próprio comando contradiz a espontaneidade, mas só se cria um duplo vínculo quando o indivíduo não pode ignorar o comando, nem comentar a contradição.
Muitas vezes, a contradição na comunicação não é aparente para observadores não familiarizados com as comunicações anteriores.

### Exemplo de frase
- Mãe dizendo a seu filho: "Você deve me amar".

A injunção principal aqui é a própria ordem: "você deve"; a injunção secundária é a realidade implícita de que o amor é espontâneo, ou seja, para que a criança ame a mãe genuinamente, ela só pode fazê-lo por vontade própria.

## Ligações duplas positivas
Bateson também descreveu ligações duplas positivas, tanto em relação ao Zen Budismo com seu caminho de crescimento espiritual, quanto o uso de ligações duplas terapêuticas por psiquiatras para confrontar seus pacientes com as contradições em sua vida de tal forma que ajudaria eles curam. Um dos consultores da Bateson, Milton H. Erickson (5 volumes, editado por Rossi) demonstrou eloqüentemente as possibilidades produtivas de duplos vínculos através de sua própria vida.